# Chuandongocoelurus primitivus
Il chuandongoceluro (Chuandongocoelurus primitivus) è un dinosauro carnivoro, probabilmente appartenente ai tetanuri. Visse nel Giurassico medio (Bathoniano/Calloviano, circa 165 milioni di anni fa) e i suoi resti fossili sono stati ritrovati in Cina. È attualmente considerato uno dei tetanuri più primitivi.

## Descrizione
Questo dinosauro è conosciuto per uno scheletro incompleto, comprendente alcune vertebre provenienti da varie parti della colonna vertebrale, alcune ossa delle zampe posteriori e parte del bacino. Non è quindi possibile una ricostruzione dettagliata di questo animale, ma sembra che fosse uno snello bipede lungo circa 2,5 metri e pesante forse 12 chilogrammi, dotato di lunghe zampe posteriori (il metatarso era lungo circa il 60% della lunghezza del femore) e di un corpo snello. Come molti dinosauri teropodi di dimensioni simili, è probabile che Chuandongocoelurus possedesse zampe anteriori relativamente brevi e artigliate, un collo allungato e una testa armata di denti aguzzi. Sembra che l'esemplare tipo non fosse completamente cresciuto, e che quindi un esemplare completamente adulto potesse raggiungere dimensioni maggiori.

## Classificazione
Descritto per la prima volta nel 1984, Chuandongocoelurus è stato inizialmente incluso nella famiglia dei celuridi, la quale fino agli anni '80 accoglieva tutti i dinosauri carnivori di piccola mole conosciuti per resti frammentari. Successive revisioni della famiglia hanno mostrato che Chuandongocoelurus non era strettamente imparentato con l'americano Coelurus, ma la classificazione della forma cinese è rimasta incerta. Questo animale, non ufficialmente, è stato poi avvicinato ai ceratosauri, in particolare a Elaphrosaurus. Ulteriori ricerche (Benson 2008, 2010) hanno riconosciuto Chuandongocoelurus come un rappresentante primitivo dei tetanuri, forse affine ai megalosauroidi (in particolare a Monolophosaurus, anch'esso cinese).